# Centralbibliothek für Blinde und Norddeutsche Blindenhörbücherei
Die Stiftung Centralbibliothek für Blinde und Norddeutsche Blindenhörbücherei e. V. im Stadtteil Hamburg-Altstadt der Freien und Hansestadt Hamburg ist eine Einrichtung, die Blindenschriftbücher und DAISY-Hörbücher unentgeltlich an sehbehinderte und blinde Menschen verleiht. 

## Geschichte
Die Blindenbücherei wurde im Jahr 1905 gegründet. 1983 entstand aus dieser die privatrechtliche Stiftung Centralbibliothek für Blinde. Der gemeinnützige Verein Norddeutsche Blindenhörbücherei besteht seit 1958. Gegründet wurde der Verein vom Bund der Kriegsblinden Deutschlands und den norddeutschen Vereinen im Deutschen Blindenverband. Stiftung und Verein arbeiten zusammen.